# Dunkerques fyradagars
Dunkerques fyradagars (franska: Quatre jours de Dunkerque), är en cykeltävling i Dunkerque, Hauts-de-France i norra Frankrike. Tävlingen ingick i UCI Europe Tour från 2005 och kategoriserades som 2.HC. När UCI ProSeries bildades 2020 flyttades den dit (kategori 2.Pro).
Tävlingen startade första gången 1955 och kallades Grand Prix de Dunkerque-Trophée Primerose. Sedan 1963, då ett individuellt tempolopp, lades in i tävlingen, hålls tävlingen under en period av fem till sex dagar och innehåller sex etapper. 2025 kortades loppet av till fem etapper, genom att den första etappen erasttes av endagsloppet Classique Dunkerque dagen före.

## Podieplaceringar
| År   | Vinnare                | Tvåa                     | Trea                    |          |
| ---- | ---------------------- | ------------------------ | ----------------------- | -------- |
| 1955 | Louis Deprez           | Roland Callebout         | Roger Callewaert        |          |
| 1956 | Jean Adriaensens       | Gilbert Desmet           | Albert Bouvet           |          |
| 1957 | Jef Planckaert         | Pierre Everaert          | Jean Stablinski         |          |
| 1958 | Jacques Anquetil       | Jean Brankart            | André Darrigade         |          |
| 1959 | Jacques Anquetil       | Joseph Morvan            | Frans Aerenhouts        |          |
| 1960 | Jef Planckaert         | Jean Stablinski          | Pierre Everaert         |          |
| 1961 | Albertus Geldermans    | Raymond Poulidor         | Pierre Beuffeuil        |          |
| 1962 | Joseph Groussard       | Jean-Baptiste Claes      | Piet Rentmeester        |          |
| 1963 | Jef Planckaert         | Hans Junkermann          | André Messelis          |          |
| 1964 | Gilbert Desmet         | Yvo Molenaers            | Jos Huysmans            |          |
| 1965 | Gustaaf De Smet        | Pierre Everaert          | Arie den Hartog         |          |
| 1966 | Theo Mertens           | Jan Janssen              | Pierre Beuffeuil        |          |
| 1967 | Lucien Aimar           | Jean-Baptiste Claes      | Bernard Guyot           |          |
| 1968 | Jean Jourden           | Remi Van Vreckom         | Raymond Poulidor        |          |
| 1969 | Alain Vasseur          | Rini Wagtmans            | Willy In 't Ven         |          |
| 1970 | Willy Van Neste        | Jean-Marie Leblanc       | Henri Heintz            |          |
| 1971 | Roger De Vlaeminck     | Willy Van Malderghem     | Jürgen Tschan           |          |
| 1972 | Yves Hézard            | Luis Ocaña               | Ferdinand Bracke        |          |
| 1973 | Freddy Maertens        | Frans Verbeeck           | Joop Zoetemelk          |          |
| 1974 | Walter Godefroot       | Michael Wright           | Freddy Maertens         |          |
| 1975 | Freddy Maertens        | Jean-Pierre Danguillaume | Bernard Thévenet        |          |
| 1976 | Freddy Maertens        | Jean-Pierre Danguillaume | Roger Legeay            |          |
| 1977 | Gerrie Knetemann       | Jos Jacobs               | Jean-Luc Vandenbroucke  |          |
| 1978 | Freddy Maertens        | Jean-Pierre Danguillaume | Gerrie Knetemann        |          |
| 1979 | Daniel Willems         | Bert Oosterbosch         | Jean-Luc Vandenbroucke  |          |
| 1980 | Jean-Luc Vandenbroucke | Hubert Linard            | Joaquim Agostinho       |          |
| 1981 | Bert Oosterbosch       | Sean Kelly               | Jacques Bossis          |          |
| 1982 | Frank Hoste            | Ferdi Van Den Haute      | Stephen Roche           |          |
| 1983 | Leo van Vliet          | Paul Sherwen             | William Tackaert        |          |
| 1984 | Bernard Hinault        | Jean-Luc Vandenbroucke   | Bruno Cornillet         |          |
| 1985 | Jean-Luc Vandenbroucke | Bruno Wojtinek           | Rudy Mathys             |          |
| 1986 | Dirk De Wolf           | Régis Simon              | Gilbert Duclos-Lassalle |          |
| 1987 | Herman Frison          | Patrice Esnault          | Charly Mottet           |          |
| 1988 | Pascal Poisson         | Charly Mottet            | Eric Vanderaerden       |          |
| 1989 | Charly Mottet          | Thierry Marie            | Stephen Roche           |          |
| 1990 | Stephen Roche          | François Lemarchand      | Thierry Marie           |          |
| 1991 | Charly Mottet          | Laurent Jalabert         | Johan Museeuw           |          |
| 1992 | Olaf Ludwig            | Frans Maassen            | Vjatjeslav Jekimov      |          |
| 1993 | Laurent Desbiens       | Vjatjeslav Jekimov       | Eddy Seigneur           |          |
| 1994 | Eddy Seigneur          | Olaf Ludwig              | Andrei Tchmil           |          |
| 1995 | Johan Museeuw          | François Simon           | Erik Zabel              |          |
| 1996 | Philippe Gaumont       | Thierry Laurent          | Olaf Ludwig             |          |
| 1997 | Johan Museeuw          | Frank Vandenbroucke      | Daniele Contrini        |          |
| 1998 | Alekszandr Vinokurov   | Artūras Kasputis         | Jevgenij Berzin         |          |
| 1999 | Michael Sandstød       | Enrico Cassani           | Christian Vande Velde   |          |
| 2000 | Martin Rittsel         | Artūras Kasputis         | Robert Hunter           |          |
| 2001 | Didier Rous            | Laurent Jalabert         | Stéphane Heulot         |          |
| 2002 | Sylvain Chavanel       | Didier Rous              | Laurent Brochard        |          |
| 2003 | Christophe Moreau      | Didier Rous              | Laurent Brochard        |          |
| 2004 | Sylvain Chavanel       | Laurent Brochard         | Didier Rous             |          |
| 2005 | Pierrick Fédrigo       | Vladimir Jefimkin        | Christophe Moreau       |          |
| 2006 | Roberto Petito         | Stéphane Pétilleau       | Didier Rous             |          |
| 2007 | Matthieu Ladagnous     | Laurent Lefèvre          | Dominique Cornu         |          |
| 2008 | Stéphane Augé          | Clément Lhotellerie      | Pierrick Fédrigo        |          |
| 2009 | Rui Costa              | David Le Lay             | Cyril Lemoine           |          |
| 2010 | Martin Elmiger         | Rui Costa                | José Joaquín Rojas      |          |
| 2011 | Thomas Voeckler        | Laurent Pichon           | Zdeněk Štybar           |          |
| 2012 | Jimmy Engoulvent       | Zdeněk Štybar            | John Degenkolb          |          |
| 2013 | Arnaud Démare          | Florian Vachon           | Ramon Sinkeldam         |          |
| 2014 | Arnaud Démare          | Sylvain Chavanel         | Michael Valgren         |          |
| 2015 | Ignatas Konovalovas    | Bryan Coquard            | Alo Jakin               |          |
| 2016 | Bryan Coquard          | Marco Frapporti          | Xandro Meurisse         |          |
| 2017 | Clément Venturini      | Sander Armée             | Oliver Naesen           |          |
| 2018 | Dimitri Claeys         | André Greipel            | Oscar Riesebeek         |          |
| 2019 | Mike Teunissen         | Amund Grøndahl Jansen    | Jens Keukeleire         |          |
| 2020 | inställt               | inställt                 | inställt                | inställt |
| 2021 | inställt               | inställt                 | inställt                | inställt |
| 2022 | Philippe Gilbert       | Oliver Naesen            | Jake Stewart            |          |
| 2023 | Romain Grégoire        | Kasper Asgreen           | Cees Bol                |          |
| 2024 | Sam Bennett            | Paul Penhoët             | Jenno Berckmoes         |          |
| 2025 |                        |                          |                         |          |